# Serie A 2023-2024 (calcio a 5 femminile)
La Serie A 2023-2024 è stata la 31ª edizione del campionato nazionale di calcio a 5 femminile di primo livello e la 13ª assoluta della categoria. La stagione regolare è iniziata il 1° ottobre 2023 per concludersi il 28 aprile 2024, prolungandosi fino al 9 giugno 2024 con la disputa dei play-off.

## Regolamento
Nonostante la Divisione Calcio a 5 avesse inizialmente fissato il numero di partecipanti a 14, le defezioni di Rovigo Orange e La 10 Soccer hanno portato l'organico a un numero totale di 12 squadre.
Al termine della stagione regolare le prime 8 della classifica parteciperanno alla fase play-off per l'assegnazione del titolo. Il numero di retrocessioni è fissato a 1: l'ultima classificata retrocederà in Serie B.
Nelle gare ufficiali è fatto obbligo di inserire in distinta giocatrici che abbiano compiuto il 14º anno di età, di cui almeno sette di esse deve essere formato in Italia.

### Criteri in caso di arrivo a pari punti
In caso di parità di punteggio fra due o più squadre al termine di un campionato, si procede alla
compilazione:
- a) dei punti conseguiti negli incontri diretti;
- b) a parità di punti, della differenza tra le reti segnate e quelle subite negli stessi incontri;
- c) della differenza fra reti segnate e subite negli incontri diretti fra le squadre interessate;
- d) della differenza fra reti segnate e subite al termine della Stagione Regolare;
- e) del maggior numero di reti segnate al termine della Stagione Regolare;
- f) del minor numero di reti subite al termine della Stagione Regolare;
- g) del maggior numero di vittorie realizzate al termine della Stagione Regolare;
- h) del minor numero di sconfitte subite al termine della Stagione Regolare;
- i) del maggior numero di vittorie esterne al termine della Stagione Regolare;
- j) del minor numero di sconfitte interne al termine della Stagione Regolare;
- k) Del sorteggio.

## Squadre partecipanti
| Club                 | Città                      | Palazzetto                             | Stagione 2022-23                                                                   |
| -------------------- | -------------------------- | -------------------------------------- | ---------------------------------------------------------------------------------- |
| Atletico Foligno     | Foligno (PG)               | PalaPaternesi                          | 2º nel girone C di Serie A2, vincitrice play-off                                   |
| Audace Verona        | Verona (VR)                | PalaLupatotina Gas e Luce              | 11º in Serie A, vincitrice play-out                                                |
| Bitonto              | Bitonto (BA)               | PalaPansini (Giovinazzo, BA)           | 2º in Serie A, Campione d'Italia                                                   |
| Falconara            | Falconara Marittima (AN)   | PalaBadiali                            | 3º in Serie A, semifinale play-off                                                 |
| Kick Off             | Gorgonzola (MI)            | Palasport (San Donato Milanese, MI)    | 5º in Serie A, quarti di finale play-off                                           |
| Lazio                | Roma                       | Palasport (Fiano Romano, RM)           | 6º in Serie A, quarti di finale play-off                                           |
| Molfetta             | Molfetta (BA)              | PalaPoli                               | 10º in Serie A                                                                     |
| Pescara              | Montesilvano (PE)          | Palazzetto dello Sport Corrado Roma    | 1º in Serie A, semifinale play-off                                                 |
| Pelletterie Firenze  | Campi Bisenzio (FI)        | Palazzetto dello Sport (Scandicci, FI) | 8º in Serie A, quarti di finale play-off                                           |
| Royal Team Lamezia   | Lamezia Terme (CZ)         | Palazzetto dello Sport Alfio Sparti    | 1º nel girone D di Serie A2, vincitrice dello spareggio promozione tra le vincenti |
| Tikitaka Francavilla | Chieti scalo (Chieti)      | PalaRigopiano (Pescara)                | 4º in Serie A, finale play-off                                                     |
| V.I.P.               | San Martino di Lupari (PD) | Palasport comunale                     | 7º in Serie A, quarti di finale play-off                                           |

## Stagione regolare

### Classifica
|  | Pos. | Squadra              | Pt | G  | V  | N | P  | GF  | GS | DR  |
|  | ---- | -------------------- | -- | -- | -- | - | -- | --- | -- | --- |
|  | 1.   | Bitonto              | 57 | 22 | 18 | 3 | 1  | 138 | 39 | +99 |
|  | 2.   | Falconara            | 53 | 22 | 17 | 2 | 3  | 88  | 31 | +57 |
|  | 3.   | Tikitaka Francavilla | 52 | 22 | 16 | 4 | 2  | 93  | 44 | +49 |
|  | 4.   | Pescara              | 50 | 22 | 16 | 2 | 4  | 73  | 38 | +35 |
|  | 5.   | Molfetta             | 39 | 22 | 12 | 3 | 7  | 69  | 59 | +10 |
|  | 6.   | Lazio                | 29 | 22 | 9  | 2 | 11 | 80  | 89 | -9  |
|  | 7.   | V.I.P.               | 23 | 22 | 7  | 2 | 13 | 37  | 60 | -23 |
|  | 8.   | Kick Off             | 22 | 22 | 7  | 1 | 14 | 43  | 74 | -31 |
|  | 9.   | Audace Verona        | 17 | 22 | 5  | 2 | 15 | 46  | 79 | -33 |
|  | 10.  | Royal Team Lamezia   | 16 | 22 | 5  | 1 | 16 | 42  | 98 | -56 |
|  | 11.  | Atletico Foligno     | 15 | 22 | 5  | 0 | 17 | 37  | 89 | -52 |
|  | 12.  | Pelletterie Firenze  | 11 | 22 | 3  | 2 | 17 | 36  | 82 | -46 |

### Verdetti
- Pelletterie Firenze retrocesso in Serie B 2024-2025.

### Calendario e risultati
| andata (1ª) | andata (1ª) | 1ª giornata                   | ritorno (12ª) | ritorno (12ª) |
|             |             |                               |               |               |
| 1º ott.     | 0-1         | Atletico Foligno-V.I.P.       | 0-1           | 14 gen.       |
| 1º ott.     | 6-0         | Molfetta-Royal Team Lamezia   | 4-2           | 14 gen.       |
| 1º ott.     | 1-2         | Lazio-Montesilvano            | 0-4           | 14 gen.       |
| 1º ott.     | 1-8         | Pelletterie Firenze-Bitonto   | 0-7           | 14 gen.       |
| 1º ott.     | 4-2         | Tikitaka Francavilla-Kick Off | 7-2           | 14 gen.       |
| 1º ott.     | 0-3         | Audace Verona-Falconara       | 0-3           | 14 gen.       |

| andata (2ª) | andata (2ª) | 2ª giornata                    | ritorno (13ª) | ritorno (13ª) |
|             |             |                                |               |               |
| 8 ott.      | 8-2         | Bitonto-Audace Verona          | 5-2           | 21 gen.       |
| 8 ott.      | 1-1         | Falconara-Tikitaka Francavilla | 3-1           | 21 gen.       |
| 7 ott.      | 4-0         | Montesilvano-Atletico Foligno  | 4-1           | 21 gen.       |
| 8 ott.      | 2-4         | Kick Off-Molfetta              | 3-3           | 21 gen.       |
| 8 ott.      | 2-4         | Royal Team Lamezia-Lazio       | 0-9           | 20 gen.       |
| 8 ott.      | 4-1         | V.I.P.-Pelletterie Firenze     | 2-0           | 21 gen.       |

| andata (1ª) | andata (1ª) | 1ª giornata                   | ritorno (12ª) | ritorno (12ª) |
|             |             |                               |               |               |
| 1º ott.     | 0-1         | Atletico Foligno-V.I.P.       | 0-1           | 14 gen.       |
| 1º ott.     | 6-0         | Molfetta-Royal Team Lamezia   | 4-2           | 14 gen.       |
| 1º ott.     | 1-2         | Lazio-Montesilvano            | 0-4           | 14 gen.       |
| 1º ott.     | 1-8         | Pelletterie Firenze-Bitonto   | 0-7           | 14 gen.       |
| 1º ott.     | 4-2         | Tikitaka Francavilla-Kick Off | 7-2           | 14 gen.       |
| 1º ott.     | 0-3         | Audace Verona-Falconara       | 0-3           | 14 gen.       |

| andata (2ª) | andata (2ª) | 2ª giornata                    | ritorno (13ª) | ritorno (13ª) |
|             |             |                                |               |               |
| 8 ott.      | 8-2         | Bitonto-Audace Verona          | 5-2           | 21 gen.       |
| 8 ott.      | 1-1         | Falconara-Tikitaka Francavilla | 3-1           | 21 gen.       |
| 7 ott.      | 4-0         | Montesilvano-Atletico Foligno  | 4-1           | 21 gen.       |
| 8 ott.      | 2-4         | Kick Off-Molfetta              | 3-3           | 21 gen.       |
| 8 ott.      | 2-4         | Royal Team Lamezia-Lazio       | 0-9           | 20 gen.       |
| 8 ott.      | 4-1         | V.I.P.-Pelletterie Firenze     | 2-0           | 21 gen.       |

| andata (3ª) | andata (3ª) | 3ª giornata                       | ritorno (14ª) | ritorno (14ª) |
|             |             |                                   |               |               |
| 14 ott.     | 1-8         | Atletico Foligno-Bitonto          | 2-10          | 27 gen.       |
| 15 ott.     | 2-1         | Falconara-Kick Off                | 5-1           | 28 gen.       |
| 15 ott.     | 8-2         | Molfetta-V.I.P.                   | 4-0           | 28 gen.       |
| 14 ott.     | 3-1         | Lazio-Pelletterie Firenze         | 6-3           | 28 gen.       |
| 15 ott.     | 8-4         | Tikitaka Francavilla-Montesilvano | 1-4           | 27 gen.       |
| 15 ott.     | 6-3         | Audace Verona-Royal Team Lamezia  | 0-9           | 27 gen.       |

| andata (4ª) | andata (4ª) | 4ª giornata                             | ritorno (15ª) | ritorno (15ª) |
|             |             |                                         |               |               |
| 22 ott.     | 4-1         | Bitonto-Falconara                       | 2-4           | 4 feb.        |
| 21 ott.     | 1-1         | Montesilvano-Molfetta                   | 4-6           | 4 feb.        |
| 22 ott.     | 2-0         | Kick Off-Audace Verona                  | 0-4           | 4 feb.        |
| 22 ott.     | 1-3         | Pelletterie Firenze-Atletico Foligno    | 1-3           | 4 feb.        |
| 22 ott.     | 1-5         | Royal Team Lamezia-Tikitaka Francavilla | 2-7           | 4 feb.        |
| 22 ott.     | 2-4         | V.I.P.-Lazio                            | 1-2           | 3 feb.        |

| andata (3ª) | andata (3ª) | 3ª giornata                       | ritorno (14ª) | ritorno (14ª) |
|             |             |                                   |               |               |
| 14 ott.     | 1-8         | Atletico Foligno-Bitonto          | 2-10          | 27 gen.       |
| 15 ott.     | 2-1         | Falconara-Kick Off                | 5-1           | 28 gen.       |
| 15 ott.     | 8-2         | Molfetta-V.I.P.                   | 4-0           | 28 gen.       |
| 14 ott.     | 3-1         | Lazio-Pelletterie Firenze         | 6-3           | 28 gen.       |
| 15 ott.     | 8-4         | Tikitaka Francavilla-Montesilvano | 1-4           | 27 gen.       |
| 15 ott.     | 6-3         | Audace Verona-Royal Team Lamezia  | 0-9           | 27 gen.       |

| andata (4ª) | andata (4ª) | 4ª giornata                             | ritorno (15ª) | ritorno (15ª) |
|             |             |                                         |               |               |
| 22 ott.     | 4-1         | Bitonto-Falconara                       | 2-4           | 4 feb.        |
| 21 ott.     | 1-1         | Montesilvano-Molfetta                   | 4-6           | 4 feb.        |
| 22 ott.     | 2-0         | Kick Off-Audace Verona                  | 0-4           | 4 feb.        |
| 22 ott.     | 1-3         | Pelletterie Firenze-Atletico Foligno    | 1-3           | 4 feb.        |
| 22 ott.     | 1-5         | Royal Team Lamezia-Tikitaka Francavilla | 2-7           | 4 feb.        |
| 22 ott.     | 2-4         | V.I.P.-Lazio                            | 1-2           | 3 feb.        |

| andata (5ª) | andata (5ª) | 5ª giornata                              | ritorno (16ª) | ritorno (16ª) |
|             |             |                                          |               |               |
| 29 ott.     | 4-2         | Falconara-Montesilvano                   | 1-3           | 10 feb.       |
| 29 ott.     | 5-0         | Molfetta-Atletico Foligno                | 2-3           | 11 feb.       |
| 29 ott.     | 3-1         | Kick Off-Royal Team Lamezia              | 2-1           | 11 feb.       |
| 28 ott.     | 3-9         | Lazio-Bitonto                            | 4-12          | 11 feb.       |
| 29 ott.     | 3-0         | Tikitaka Francavilla-Pelletterie Firenze | 6-1           | 11 feb.       |
| 29 ott.     | 2-4         | Audace Verona-V.I.P.                     | 2-3           | 11 feb.       |

| andata (6ª) | andata (6ª) | 6ª giornata                  | ritorno (17ª) | ritorno (17ª) |
|             |             |                              |               |               |
| 5 nov.      | 5-2         | Atletico Foligno-Lazio       | 5-6           | 24 feb.       |
| 5 nov.      | 7-1         | Bitonto-Kick Off             | 10-4          | 25 feb.       |
| 4 nov.      | 4-1         | Montesilvano-Audace Verona   | 2-0           | 25 feb.       |
| 5 nov.      | 2-3         | Pelletterie Firenze-Molfetta | 1-1           | 25 feb.       |
| 5 nov.      | 0-5         | Royal Team Lamezia-Falconara | 0-6           | 25 feb.       |
| 5 nov.      | 2-6         | V.I.P.-Tikitaka Francavilla  | 1-5           | 25 feb.       |

| andata (5ª) | andata (5ª) | 5ª giornata                              | ritorno (16ª) | ritorno (16ª) |
|             |             |                                          |               |               |
| 29 ott.     | 4-2         | Falconara-Montesilvano                   | 1-3           | 10 feb.       |
| 29 ott.     | 5-0         | Molfetta-Atletico Foligno                | 2-3           | 11 feb.       |
| 29 ott.     | 3-1         | Kick Off-Royal Team Lamezia              | 2-1           | 11 feb.       |
| 28 ott.     | 3-9         | Lazio-Bitonto                            | 4-12          | 11 feb.       |
| 29 ott.     | 3-0         | Tikitaka Francavilla-Pelletterie Firenze | 6-1           | 11 feb.       |
| 29 ott.     | 2-4         | Audace Verona-V.I.P.                     | 2-3           | 11 feb.       |

| andata (6ª) | andata (6ª) | 6ª giornata                  | ritorno (17ª) | ritorno (17ª) |
|             |             |                              |               |               |
| 5 nov.      | 5-2         | Atletico Foligno-Lazio       | 5-6           | 24 feb.       |
| 5 nov.      | 7-1         | Bitonto-Kick Off             | 10-4          | 25 feb.       |
| 4 nov.      | 4-1         | Montesilvano-Audace Verona   | 2-0           | 25 feb.       |
| 5 nov.      | 2-3         | Pelletterie Firenze-Molfetta | 1-1           | 25 feb.       |
| 5 nov.      | 0-5         | Royal Team Lamezia-Falconara | 0-6           | 25 feb.       |
| 5 nov.      | 2-6         | V.I.P.-Tikitaka Francavilla  | 1-5           | 25 feb.       |

| andata (7ª) | andata (7ª) | 7ª giornata                     | ritorno (18ª) | ritorno (18ª) |
|             |             |                                 |               |               |
| 12 nov.     | 3-1         | Falconara-Pelletterie Firenze   | 2-1           | 3 mar.        |
| 12 nov.     | 0-5         | Molfetta-Bitonto                | 0-3           | 3 mar.        |
| 12 nov.     | 0-4         | Kick Off-V.I.P.                 | 1-0           | 3 mar.        |
| 12 nov.     | 0-4         | Royal Team Lamezia-Montesilvano | 1-4           | 2 mar.        |
| 12 nov.     | 5-3         | Tikitaka Francavilla-Lazio      | 4-4           | 3 mar.        |
| 12 nov.     | 3-2         | Audace Verona-Atletico Foligno  | 4-5           | 3 mar.        |

| andata (8ª) | andata (8ª) | 8ª giornata                           | ritorno (19ª) | ritorno (19ª) |
|             |             |                                       |               |               |
| 19 nov.     | 2-5         | Atletico Foligno-Tikitaka Francavilla | 1-2           | 24 mar.       |
| 18 nov.     | 7-0         | Bitonto-Royal Team Lamezia            | 11-2          | 23 mar.       |
| 18 nov.     | 4-2         | Montesilvano-Kick Off                 | 3-0           | 24 mar.       |
| 18 nov.     | 8-2         | Lazio-Molfetta                        | 4-5           | 24 mar.       |
| 19 nov.     | 2-2         | Pelletterie Firenze-Audace Verona     | 1-5           | 24 mar.       |
| 19 nov.     | 2-2         | V.I.P.-Falconara                      | 0-3           | 24 mar.       |

| andata (7ª) | andata (7ª) | 7ª giornata                     | ritorno (18ª) | ritorno (18ª) |
|             |             |                                 |               |               |
| 12 nov.     | 3-1         | Falconara-Pelletterie Firenze   | 2-1           | 3 mar.        |
| 12 nov.     | 0-5         | Molfetta-Bitonto                | 0-3           | 3 mar.        |
| 12 nov.     | 0-4         | Kick Off-V.I.P.                 | 1-0           | 3 mar.        |
| 12 nov.     | 0-4         | Royal Team Lamezia-Montesilvano | 1-4           | 2 mar.        |
| 12 nov.     | 5-3         | Tikitaka Francavilla-Lazio      | 4-4           | 3 mar.        |
| 12 nov.     | 3-2         | Audace Verona-Atletico Foligno  | 4-5           | 3 mar.        |

| andata (8ª) | andata (8ª) | 8ª giornata                           | ritorno (19ª) | ritorno (19ª) |
|             |             |                                       |               |               |
| 19 nov.     | 2-5         | Atletico Foligno-Tikitaka Francavilla | 1-2           | 24 mar.       |
| 18 nov.     | 7-0         | Bitonto-Royal Team Lamezia            | 11-2          | 23 mar.       |
| 18 nov.     | 4-2         | Montesilvano-Kick Off                 | 3-0           | 24 mar.       |
| 18 nov.     | 8-2         | Lazio-Molfetta                        | 4-5           | 24 mar.       |
| 19 nov.     | 2-2         | Pelletterie Firenze-Audace Verona     | 1-5           | 24 mar.       |
| 19 nov.     | 2-2         | V.I.P.-Falconara                      | 0-3           | 24 mar.       |

| andata (9ª) | andata (9ª) | 9ª giornata                   | ritorno (20ª) | ritorno (20ª) |
|             |             |                               |               |               |
| 26 nov.     | 8-1         | Falconara-Atletico Foligno    | 7-0           | 7 apr.        |
| 26 nov.     | 1-3         | Montesilvano-Bitonto          | 4-4           | 7 apr.        |
| 26 nov.     | 1-2         | Kick Off-Pelletterie Firenze  | 3-4           | 7 apr.        |
| 26 nov.     | 3-2         | Royal Team Lamezia-V.I.P.     | 1-1           | 7 apr.        |
| 26 nov.     | 4-1         | Tikitaka Francavilla-Molfetta | 4-1           | 7 apr.        |
| 26 nov.     | 1-1         | Audace Verona-Lazio           | 4-3           | 6 apr.        |

| andata (10ª) | andata (10ª) | 10ª giornata                        | ritorno (21ª) | ritorno (21ª) |
|              |              |                                     |               |               |
| 10 dic.      | 2-4          | Atletico Foligno-Royal Team Lamezia | 0-4           | 14 apr.       |
| 10 dic.      | 4-1          | Molfetta-Falconara                  | 2-8           | 14 apr.       |
| 9 dic.       | 6-3          | Lazio-Kick Off                      | 2-3           | 14 apr.       |
| 10 dic.      | 0-6          | Pelletterie Firenze-Montesilvano    | 3-5           | 14 apr.       |
| 10 dic.      | 6-2          | Tikitaka Francavilla-Audace Verona  | 6-4           | 14 apr.       |
| 10 dic.      | 3-9          | V.I.P.-Bitonto                      | 1-3           | 14 apr.       |

| andata (9ª) | andata (9ª) | 9ª giornata                   | ritorno (20ª) | ritorno (20ª) |
|             |             |                               |               |               |
| 26 nov.     | 8-1         | Falconara-Atletico Foligno    | 7-0           | 7 apr.        |
| 26 nov.     | 1-3         | Montesilvano-Bitonto          | 4-4           | 7 apr.        |
| 26 nov.     | 1-2         | Kick Off-Pelletterie Firenze  | 3-4           | 7 apr.        |
| 26 nov.     | 3-2         | Royal Team Lamezia-V.I.P.     | 1-1           | 7 apr.        |
| 26 nov.     | 4-1         | Tikitaka Francavilla-Molfetta | 4-1           | 7 apr.        |
| 26 nov.     | 1-1         | Audace Verona-Lazio           | 4-3           | 6 apr.        |

| andata (10ª) | andata (10ª) | 10ª giornata                        | ritorno (21ª) | ritorno (21ª) |
|              |              |                                     |               |               |
| 10 dic.      | 2-4          | Atletico Foligno-Royal Team Lamezia | 0-4           | 14 apr.       |
| 10 dic.      | 4-1          | Molfetta-Falconara                  | 2-8           | 14 apr.       |
| 9 dic.       | 6-3          | Lazio-Kick Off                      | 2-3           | 14 apr.       |
| 10 dic.      | 0-6          | Pelletterie Firenze-Montesilvano    | 3-5           | 14 apr.       |
| 10 dic.      | 6-2          | Tikitaka Francavilla-Audace Verona  | 6-4           | 14 apr.       |
| 10 dic.      | 3-9          | V.I.P.-Bitonto                      | 1-3           | 14 apr.       |

| \| andata (11ª) \| andata (11ª) \| 11ª giornata \| ritorno (22ª) \| ritorno (22ª) \| \| \| \| \| \| \| \| 14 dic. \| 1-1 \| Bitonto-Tikitaka Francavilla \| 2-2 \| 28 apr. \| \| 17 dic. \| 9-2 \| Falconara-Lazio \| 7-3 \| 28 apr. \| \| 17 dic. \| 2-0 \| Montesilvano-V.I.P. \| 2-1 \| 28 apr. \| \| 17 dic. \| 2-0 \| Kick Off-Atletico Foligno \| 5-1 \| 28 apr. \| \| 17 dic. \| 4-3 \| Royal Team Lamezia-Pelletterie Firenze \| 2-7 \| 28 apr. \| \| 17 dic. \| 1-5 \| Audace Verona-Molfetta \| 1-2 \| 28 apr. \| |              |                                        |               |               |
| andata (11ª) | andata (11ª) | 11ª giornata                           | ritorno (22ª) | ritorno (22ª) |
| |              |                                        |               |               |
| 14 dic. | 1-1          | Bitonto-Tikitaka Francavilla           | 2-2           | 28 apr.       |
| 17 dic. | 9-2          | Falconara-Lazio                        | 7-3           | 28 apr.       |
| 17 dic. | 2-0          | Montesilvano-V.I.P.                    | 2-1           | 28 apr.       |
| 17 dic. | 2-0          | Kick Off-Atletico Foligno              | 5-1           | 28 apr.       |
| 17 dic. | 4-3          | Royal Team Lamezia-Pelletterie Firenze | 2-7           | 28 apr.       |
| 17 dic. | 1-5          | Audace Verona-Molfetta                 | 1-2           | 28 apr.       |

| andata (11ª) | andata (11ª) | 11ª giornata                           | ritorno (22ª) | ritorno (22ª) |
|              |              |                                        |               |               |
| 14 dic.      | 1-1          | Bitonto-Tikitaka Francavilla           | 2-2           | 28 apr.       |
| 17 dic.      | 9-2          | Falconara-Lazio                        | 7-3           | 28 apr.       |
| 17 dic.      | 2-0          | Montesilvano-V.I.P.                    | 2-1           | 28 apr.       |
| 17 dic.      | 2-0          | Kick Off-Atletico Foligno              | 5-1           | 28 apr.       |
| 17 dic.      | 4-3          | Royal Team Lamezia-Pelletterie Firenze | 2-7           | 28 apr.       |
| 17 dic.      | 1-5          | Audace Verona-Molfetta                 | 1-2           | 28 apr.       |

| andata (1ª) | andata (1ª) | 1ª giornata                   | ritorno (12ª) | ritorno (12ª) |
|             |             |                               |               |               |
| 1º ott.     | 0-1         | Atletico Foligno-V.I.P.       | 0-1           | 14 gen.       |
| 1º ott.     | 6-0         | Molfetta-Royal Team Lamezia   | 4-2           | 14 gen.       |
| 1º ott.     | 1-2         | Lazio-Montesilvano            | 0-4           | 14 gen.       |
| 1º ott.     | 1-8         | Pelletterie Firenze-Bitonto   | 0-7           | 14 gen.       |
| 1º ott.     | 4-2         | Tikitaka Francavilla-Kick Off | 7-2           | 14 gen.       |
| 1º ott.     | 0-3         | Audace Verona-Falconara       | 0-3           | 14 gen.       |

| andata (2ª) | andata (2ª) | 2ª giornata                    | ritorno (13ª) | ritorno (13ª) |
|             |             |                                |               |               |
| 8 ott.      | 8-2         | Bitonto-Audace Verona          | 5-2           | 21 gen.       |
| 8 ott.      | 1-1         | Falconara-Tikitaka Francavilla | 3-1           | 21 gen.       |
| 7 ott.      | 4-0         | Montesilvano-Atletico Foligno  | 4-1           | 21 gen.       |
| 8 ott.      | 2-4         | Kick Off-Molfetta              | 3-3           | 21 gen.       |
| 8 ott.      | 2-4         | Royal Team Lamezia-Lazio       | 0-9           | 20 gen.       |
| 8 ott.      | 4-1         | V.I.P.-Pelletterie Firenze     | 2-0           | 21 gen.       |

| andata (1ª) | andata (1ª) | 1ª giornata                   | ritorno (12ª) | ritorno (12ª) |
|             |             |                               |               |               |
| 1º ott.     | 0-1         | Atletico Foligno-V.I.P.       | 0-1           | 14 gen.       |
| 1º ott.     | 6-0         | Molfetta-Royal Team Lamezia   | 4-2           | 14 gen.       |
| 1º ott.     | 1-2         | Lazio-Montesilvano            | 0-4           | 14 gen.       |
| 1º ott.     | 1-8         | Pelletterie Firenze-Bitonto   | 0-7           | 14 gen.       |
| 1º ott.     | 4-2         | Tikitaka Francavilla-Kick Off | 7-2           | 14 gen.       |
| 1º ott.     | 0-3         | Audace Verona-Falconara       | 0-3           | 14 gen.       |

| andata (2ª) | andata (2ª) | 2ª giornata                    | ritorno (13ª) | ritorno (13ª) |
|             |             |                                |               |               |
| 8 ott.      | 8-2         | Bitonto-Audace Verona          | 5-2           | 21 gen.       |
| 8 ott.      | 1-1         | Falconara-Tikitaka Francavilla | 3-1           | 21 gen.       |
| 7 ott.      | 4-0         | Montesilvano-Atletico Foligno  | 4-1           | 21 gen.       |
| 8 ott.      | 2-4         | Kick Off-Molfetta              | 3-3           | 21 gen.       |
| 8 ott.      | 2-4         | Royal Team Lamezia-Lazio       | 0-9           | 20 gen.       |
| 8 ott.      | 4-1         | V.I.P.-Pelletterie Firenze     | 2-0           | 21 gen.       |

| andata (3ª) | andata (3ª) | 3ª giornata                       | ritorno (14ª) | ritorno (14ª) |
|             |             |                                   |               |               |
| 14 ott.     | 1-8         | Atletico Foligno-Bitonto          | 2-10          | 27 gen.       |
| 15 ott.     | 2-1         | Falconara-Kick Off                | 5-1           | 28 gen.       |
| 15 ott.     | 8-2         | Molfetta-V.I.P.                   | 4-0           | 28 gen.       |
| 14 ott.     | 3-1         | Lazio-Pelletterie Firenze         | 6-3           | 28 gen.       |
| 15 ott.     | 8-4         | Tikitaka Francavilla-Montesilvano | 1-4           | 27 gen.       |
| 15 ott.     | 6-3         | Audace Verona-Royal Team Lamezia  | 0-9           | 27 gen.       |

| andata (4ª) | andata (4ª) | 4ª giornata                             | ritorno (15ª) | ritorno (15ª) |
|             |             |                                         |               |               |
| 22 ott.     | 4-1         | Bitonto-Falconara                       | 2-4           | 4 feb.        |
| 21 ott.     | 1-1         | Montesilvano-Molfetta                   | 4-6           | 4 feb.        |
| 22 ott.     | 2-0         | Kick Off-Audace Verona                  | 0-4           | 4 feb.        |
| 22 ott.     | 1-3         | Pelletterie Firenze-Atletico Foligno    | 1-3           | 4 feb.        |
| 22 ott.     | 1-5         | Royal Team Lamezia-Tikitaka Francavilla | 2-7           | 4 feb.        |
| 22 ott.     | 2-4         | V.I.P.-Lazio                            | 1-2           | 3 feb.        |

| andata (3ª) | andata (3ª) | 3ª giornata                       | ritorno (14ª) | ritorno (14ª) |
|             |             |                                   |               |               |
| 14 ott.     | 1-8         | Atletico Foligno-Bitonto          | 2-10          | 27 gen.       |
| 15 ott.     | 2-1         | Falconara-Kick Off                | 5-1           | 28 gen.       |
| 15 ott.     | 8-2         | Molfetta-V.I.P.                   | 4-0           | 28 gen.       |
| 14 ott.     | 3-1         | Lazio-Pelletterie Firenze         | 6-3           | 28 gen.       |
| 15 ott.     | 8-4         | Tikitaka Francavilla-Montesilvano | 1-4           | 27 gen.       |
| 15 ott.     | 6-3         | Audace Verona-Royal Team Lamezia  | 0-9           | 27 gen.       |

| andata (4ª) | andata (4ª) | 4ª giornata                             | ritorno (15ª) | ritorno (15ª) |
|             |             |                                         |               |               |
| 22 ott.     | 4-1         | Bitonto-Falconara                       | 2-4           | 4 feb.        |
| 21 ott.     | 1-1         | Montesilvano-Molfetta                   | 4-6           | 4 feb.        |
| 22 ott.     | 2-0         | Kick Off-Audace Verona                  | 0-4           | 4 feb.        |
| 22 ott.     | 1-3         | Pelletterie Firenze-Atletico Foligno    | 1-3           | 4 feb.        |
| 22 ott.     | 1-5         | Royal Team Lamezia-Tikitaka Francavilla | 2-7           | 4 feb.        |
| 22 ott.     | 2-4         | V.I.P.-Lazio                            | 1-2           | 3 feb.        |

| andata (5ª) | andata (5ª) | 5ª giornata                              | ritorno (16ª) | ritorno (16ª) |
|             |             |                                          |               |               |
| 29 ott.     | 4-2         | Falconara-Montesilvano                   | 1-3           | 10 feb.       |
| 29 ott.     | 5-0         | Molfetta-Atletico Foligno                | 2-3           | 11 feb.       |
| 29 ott.     | 3-1         | Kick Off-Royal Team Lamezia              | 2-1           | 11 feb.       |
| 28 ott.     | 3-9         | Lazio-Bitonto                            | 4-12          | 11 feb.       |
| 29 ott.     | 3-0         | Tikitaka Francavilla-Pelletterie Firenze | 6-1           | 11 feb.       |
| 29 ott.     | 2-4         | Audace Verona-V.I.P.                     | 2-3           | 11 feb.       |

| andata (6ª) | andata (6ª) | 6ª giornata                  | ritorno (17ª) | ritorno (17ª) |
|             |             |                              |               |               |
| 5 nov.      | 5-2         | Atletico Foligno-Lazio       | 5-6           | 24 feb.       |
| 5 nov.      | 7-1         | Bitonto-Kick Off             | 10-4          | 25 feb.       |
| 4 nov.      | 4-1         | Montesilvano-Audace Verona   | 2-0           | 25 feb.       |
| 5 nov.      | 2-3         | Pelletterie Firenze-Molfetta | 1-1           | 25 feb.       |
| 5 nov.      | 0-5         | Royal Team Lamezia-Falconara | 0-6           | 25 feb.       |
| 5 nov.      | 2-6         | V.I.P.-Tikitaka Francavilla  | 1-5           | 25 feb.       |

| andata (5ª) | andata (5ª) | 5ª giornata                              | ritorno (16ª) | ritorno (16ª) |
|             |             |                                          |               |               |
| 29 ott.     | 4-2         | Falconara-Montesilvano                   | 1-3           | 10 feb.       |
| 29 ott.     | 5-0         | Molfetta-Atletico Foligno                | 2-3           | 11 feb.       |
| 29 ott.     | 3-1         | Kick Off-Royal Team Lamezia              | 2-1           | 11 feb.       |
| 28 ott.     | 3-9         | Lazio-Bitonto                            | 4-12          | 11 feb.       |
| 29 ott.     | 3-0         | Tikitaka Francavilla-Pelletterie Firenze | 6-1           | 11 feb.       |
| 29 ott.     | 2-4         | Audace Verona-V.I.P.                     | 2-3           | 11 feb.       |

| andata (6ª) | andata (6ª) | 6ª giornata                  | ritorno (17ª) | ritorno (17ª) |
|             |             |                              |               |               |
| 5 nov.      | 5-2         | Atletico Foligno-Lazio       | 5-6           | 24 feb.       |
| 5 nov.      | 7-1         | Bitonto-Kick Off             | 10-4          | 25 feb.       |
| 4 nov.      | 4-1         | Montesilvano-Audace Verona   | 2-0           | 25 feb.       |
| 5 nov.      | 2-3         | Pelletterie Firenze-Molfetta | 1-1           | 25 feb.       |
| 5 nov.      | 0-5         | Royal Team Lamezia-Falconara | 0-6           | 25 feb.       |
| 5 nov.      | 2-6         | V.I.P.-Tikitaka Francavilla  | 1-5           | 25 feb.       |

| andata (7ª) | andata (7ª) | 7ª giornata                     | ritorno (18ª) | ritorno (18ª) |
|             |             |                                 |               |               |
| 12 nov.     | 3-1         | Falconara-Pelletterie Firenze   | 2-1           | 3 mar.        |
| 12 nov.     | 0-5         | Molfetta-Bitonto                | 0-3           | 3 mar.        |
| 12 nov.     | 0-4         | Kick Off-V.I.P.                 | 1-0           | 3 mar.        |
| 12 nov.     | 0-4         | Royal Team Lamezia-Montesilvano | 1-4           | 2 mar.        |
| 12 nov.     | 5-3         | Tikitaka Francavilla-Lazio      | 4-4           | 3 mar.        |
| 12 nov.     | 3-2         | Audace Verona-Atletico Foligno  | 4-5           | 3 mar.        |

| andata (8ª) | andata (8ª) | 8ª giornata                           | ritorno (19ª) | ritorno (19ª) |
|             |             |                                       |               |               |
| 19 nov.     | 2-5         | Atletico Foligno-Tikitaka Francavilla | 1-2           | 24 mar.       |
| 18 nov.     | 7-0         | Bitonto-Royal Team Lamezia            | 11-2          | 23 mar.       |
| 18 nov.     | 4-2         | Montesilvano-Kick Off                 | 3-0           | 24 mar.       |
| 18 nov.     | 8-2         | Lazio-Molfetta                        | 4-5           | 24 mar.       |
| 19 nov.     | 2-2         | Pelletterie Firenze-Audace Verona     | 1-5           | 24 mar.       |
| 19 nov.     | 2-2         | V.I.P.-Falconara                      | 0-3           | 24 mar.       |

| andata (7ª) | andata (7ª) | 7ª giornata                     | ritorno (18ª) | ritorno (18ª) |
|             |             |                                 |               |               |
| 12 nov.     | 3-1         | Falconara-Pelletterie Firenze   | 2-1           | 3 mar.        |
| 12 nov.     | 0-5         | Molfetta-Bitonto                | 0-3           | 3 mar.        |
| 12 nov.     | 0-4         | Kick Off-V.I.P.                 | 1-0           | 3 mar.        |
| 12 nov.     | 0-4         | Royal Team Lamezia-Montesilvano | 1-4           | 2 mar.        |
| 12 nov.     | 5-3         | Tikitaka Francavilla-Lazio      | 4-4           | 3 mar.        |
| 12 nov.     | 3-2         | Audace Verona-Atletico Foligno  | 4-5           | 3 mar.        |

| andata (8ª) | andata (8ª) | 8ª giornata                           | ritorno (19ª) | ritorno (19ª) |
|             |             |                                       |               |               |
| 19 nov.     | 2-5         | Atletico Foligno-Tikitaka Francavilla | 1-2           | 24 mar.       |
| 18 nov.     | 7-0         | Bitonto-Royal Team Lamezia            | 11-2          | 23 mar.       |
| 18 nov.     | 4-2         | Montesilvano-Kick Off                 | 3-0           | 24 mar.       |
| 18 nov.     | 8-2         | Lazio-Molfetta                        | 4-5           | 24 mar.       |
| 19 nov.     | 2-2         | Pelletterie Firenze-Audace Verona     | 1-5           | 24 mar.       |
| 19 nov.     | 2-2         | V.I.P.-Falconara                      | 0-3           | 24 mar.       |

| andata (9ª) | andata (9ª) | 9ª giornata                   | ritorno (20ª) | ritorno (20ª) |
|             |             |                               |               |               |
| 26 nov.     | 8-1         | Falconara-Atletico Foligno    | 7-0           | 7 apr.        |
| 26 nov.     | 1-3         | Montesilvano-Bitonto          | 4-4           | 7 apr.        |
| 26 nov.     | 1-2         | Kick Off-Pelletterie Firenze  | 3-4           | 7 apr.        |
| 26 nov.     | 3-2         | Royal Team Lamezia-V.I.P.     | 1-1           | 7 apr.        |
| 26 nov.     | 4-1         | Tikitaka Francavilla-Molfetta | 4-1           | 7 apr.        |
| 26 nov.     | 1-1         | Audace Verona-Lazio           | 4-3           | 6 apr.        |

| andata (10ª) | andata (10ª) | 10ª giornata                        | ritorno (21ª) | ritorno (21ª) |
|              |              |                                     |               |               |
| 10 dic.      | 2-4          | Atletico Foligno-Royal Team Lamezia | 0-4           | 14 apr.       |
| 10 dic.      | 4-1          | Molfetta-Falconara                  | 2-8           | 14 apr.       |
| 9 dic.       | 6-3          | Lazio-Kick Off                      | 2-3           | 14 apr.       |
| 10 dic.      | 0-6          | Pelletterie Firenze-Montesilvano    | 3-5           | 14 apr.       |
| 10 dic.      | 6-2          | Tikitaka Francavilla-Audace Verona  | 6-4           | 14 apr.       |
| 10 dic.      | 3-9          | V.I.P.-Bitonto                      | 1-3           | 14 apr.       |

| andata (9ª) | andata (9ª) | 9ª giornata                   | ritorno (20ª) | ritorno (20ª) |
|             |             |                               |               |               |
| 26 nov.     | 8-1         | Falconara-Atletico Foligno    | 7-0           | 7 apr.        |
| 26 nov.     | 1-3         | Montesilvano-Bitonto          | 4-4           | 7 apr.        |
| 26 nov.     | 1-2         | Kick Off-Pelletterie Firenze  | 3-4           | 7 apr.        |
| 26 nov.     | 3-2         | Royal Team Lamezia-V.I.P.     | 1-1           | 7 apr.        |
| 26 nov.     | 4-1         | Tikitaka Francavilla-Molfetta | 4-1           | 7 apr.        |
| 26 nov.     | 1-1         | Audace Verona-Lazio           | 4-3           | 6 apr.        |

| andata (10ª) | andata (10ª) | 10ª giornata                        | ritorno (21ª) | ritorno (21ª) |
|              |              |                                     |               |               |
| 10 dic.      | 2-4          | Atletico Foligno-Royal Team Lamezia | 0-4           | 14 apr.       |
| 10 dic.      | 4-1          | Molfetta-Falconara                  | 2-8           | 14 apr.       |
| 9 dic.       | 6-3          | Lazio-Kick Off                      | 2-3           | 14 apr.       |
| 10 dic.      | 0-6          | Pelletterie Firenze-Montesilvano    | 3-5           | 14 apr.       |
| 10 dic.      | 6-2          | Tikitaka Francavilla-Audace Verona  | 6-4           | 14 apr.       |
| 10 dic.      | 3-9          | V.I.P.-Bitonto                      | 1-3           | 14 apr.       |

| \| andata (11ª) \| andata (11ª) \| 11ª giornata \| ritorno (22ª) \| ritorno (22ª) \| \| \| \| \| \| \| \| 14 dic. \| 1-1 \| Bitonto-Tikitaka Francavilla \| 2-2 \| 28 apr. \| \| 17 dic. \| 9-2 \| Falconara-Lazio \| 7-3 \| 28 apr. \| \| 17 dic. \| 2-0 \| Montesilvano-V.I.P. \| 2-1 \| 28 apr. \| \| 17 dic. \| 2-0 \| Kick Off-Atletico Foligno \| 5-1 \| 28 apr. \| \| 17 dic. \| 4-3 \| Royal Team Lamezia-Pelletterie Firenze \| 2-7 \| 28 apr. \| \| 17 dic. \| 1-5 \| Audace Verona-Molfetta \| 1-2 \| 28 apr. \| |              |                                        |               |               |
| andata (11ª) | andata (11ª) | 11ª giornata                           | ritorno (22ª) | ritorno (22ª) |
| |              |                                        |               |               |
| 14 dic. | 1-1          | Bitonto-Tikitaka Francavilla           | 2-2           | 28 apr.       |
| 17 dic. | 9-2          | Falconara-Lazio                        | 7-3           | 28 apr.       |
| 17 dic. | 2-0          | Montesilvano-V.I.P.                    | 2-1           | 28 apr.       |
| 17 dic. | 2-0          | Kick Off-Atletico Foligno              | 5-1           | 28 apr.       |
| 17 dic. | 4-3          | Royal Team Lamezia-Pelletterie Firenze | 2-7           | 28 apr.       |
| 17 dic. | 1-5          | Audace Verona-Molfetta                 | 1-2           | 28 apr.       |

| andata (11ª) | andata (11ª) | 11ª giornata                           | ritorno (22ª) | ritorno (22ª) |
|              |              |                                        |               |               |
| 14 dic.      | 1-1          | Bitonto-Tikitaka Francavilla           | 2-2           | 28 apr.       |
| 17 dic.      | 9-2          | Falconara-Lazio                        | 7-3           | 28 apr.       |
| 17 dic.      | 2-0          | Montesilvano-V.I.P.                    | 2-1           | 28 apr.       |
| 17 dic.      | 2-0          | Kick Off-Atletico Foligno              | 5-1           | 28 apr.       |
| 17 dic.      | 4-3          | Royal Team Lamezia-Pelletterie Firenze | 2-7           | 28 apr.       |
| 17 dic.      | 1-5          | Audace Verona-Molfetta                 | 1-2           | 28 apr.       |

### Statistiche

#### Capoliste solitarie
|    | —— | —— | ——      | —— | —— | —— | —— | —— | ——  | ——  | ——  | ——  | ——  | ——  | ——  | ——  | ——  | ——  | ——  | ——  | ——  | —— |  |
|    |    |    | Bitonto |    |    |    |    |    |     |     |     |     |     |     |     |     |     |     |     |     |     |    |  |
|    |    |    |         |    |    |    |    |    |     |     |     |     |     |     |     |     |     |     |     |     |     |    |  |
|    |    |    |         |    |    |    |    |    |     |     |     |     |     |     |     |     |     |     |     |     |     |    |  |
| 1ª | 2ª | 3ª | 4ª      | 5ª | 6ª | 7ª | 8ª | 9ª | 10ª | 11ª | 12ª | 13ª | 14ª | 15ª | 16ª | 17ª | 18ª | 19ª | 20ª | 21ª | 22ª |    |  |

#### Classifica marcatori
| Gol |  |  | Giocatore                | Squadra              |
| --- |  |  | ------------------------ | -------------------- |
| 37  |  |  | Tomislava Matijevic      | Lazio                |
| 34  |  |  | Luciléia                 | Bitonto              |
| 30  |  |  | Renatinha                | Bitonto              |
| 19  |  |  | Leticia Martín Cortés    | Tikitaka Francavilla |
| 18  |  |  | Alessia Grieco           | Bitonto              |
| 18  |  |  | Taina Dos Santos         | Lazio                |
| 17  |  |  | Debora Vanin             | Tikitaka Francavilla |
| 16  |  |  | Federica Belli           | Pescara              |
| 16  |  |  | Erika Ferrara            | Falconara            |
| 16  |  |  | Tampa                    | Bitonto              |
| 16  |  |  | Vanessa Cristina Pereira | Molfetta             |
| 15  |  |  | Adrieli Bertè            | Tikitaka Francavilla |
| 15  |  |  | Rafaela Dal'maz          | Pescara              |
| 14  |  |  | Brenda de Souza Bettioli | Tikitaka Francavilla |
| 14  |  |  | Aline Elpidio            | Falconara            |
| 14  |  |  | Silvia Praticò           | Falconara            |
| 14  |  |  | Madeleine Stegius        | Kick Off             |

| Gol |  |  | Giocatore                 | Squadra              |
| --- |  |  | ------------------------- | -------------------- |
| 13  |  |  | Nicoletta Mansueto        | Bitonto              |
| 13  |  |  | Bruna Marcon              | Molfetta             |
| 13  |  |  | Nathalia Rozo             | Pescara              |
| 12  |  |  | Sara Boutimah             | Falconara            |
| 12  |  |  | Arianna Pomposelli        | Audace Verona        |
| 12  |  |  | Diana Santos              | Bitonto              |
| 12  |  |  | Aida Xhaxho               | Tikitaka Francavilla |
| 11  |  |  | Emilia Jokisalo           | Royal Team Lamezia   |
| 11  |  |  | Luana Püttow              | Audace Verona        |
| 11  |  |  | Jessica Troiano           | V.I.P.               |
| 10  |  |  | Vitoria Lanziloti         | Kick Off             |
| 9   |  |  | Elena De Cao              | Audace Verona        |
| 9   |  |  | Pia Gomez                 | Pelletterie Firenze  |
| 9   |  |  | Jessika Manieri           | Pescara              |
| 9   |  |  | Isabel De Outerio Pereira | Falconara            |
| 9   |  |  | Ana Soldevilla            | Falconara            |

#### Record
- Maggior numero di vittorie: Bitonto (18)
- Minor numero di vittorie: Pelletterie Firenze (3)
- Maggior numero di pareggi: Tikitaka Francavilla (4)
- Minor numero di pareggi: Atletico Foligno (0)
- Maggior numero di sconfitte: Atletico Foligno, Pelletterie Firenze (17)
- Minor numero di sconfitte: Bitonto (1)
- Miglior attacco: Bitonto (138)
- Peggior attacco: Pelletterie Firenze (36)
- Miglior difesa: Falconara (31)
- Peggior difesa: Royal Team Lamezia (98)
- Miglior differenza reti: Bitonto (+99)
- Peggior differenza reti: Royal Team Lamezia (-56)
- Miglior serie positiva: Bitonto (1ª-14ª) (14)
- Maggior numero di vittorie consecutive: Bitonto (1ª-10ª) (10)
- Maggior numero di sconfitte consecutive: Royal Team Lamezia (1ª-8ª), Atletico Foligno (7ª-14ª) (8)
- Partita con maggiore scarto di gol: Lazio-Royal Team Lamezia 9-0 (13ª), Royal Team Lamezia-Audace Verona 9-0 (14ª), Royal Team Lamezia-Bitonto 2-11 (19ª) (9)
- Partita con più reti: Bitonto-Lazio 12-4 (16ª) (16)
- Maggior numero di reti in una giornata: 3ª (47)
- Minor numero di reti in una giornata: 4ª (25)

## Play-off

### Regolamento
Per assegnare il titolo di campione d'Italia verranno disputati i play-off, a cui partecipano le prime 8 classificate della regular season.
I quarti di finale e le semifinali sono svolti al meglio delle tre gare, la prima in casa della peggiore classificata al termine della Stagione Regolare, mentre la seconda e l'eventuale gara-3 si svolgeranno in casa della meglio classificata.
La finale sarà disputata in gara unica in casa della squadra migliore classificata.
In caso di parità al termine di ciascuna gara verranno giocati due tempi supplementari di 5', al termine dei quali, in caso di ulteriore parità, si procederà con l'effettuazione dei tiri di rigore, in modo che ogni gara abbia un vincitore.

### Squadre qualificate
| 1 | Bitonto              | 5 | Molfetta |
| 2 | Falconara            | 6 | Lazio    |
| 3 | Tikitaka Francavilla | 7 | V.I.P.   |
| 4 | Pescara              | 8 | Kick Off |

### Tabellone
|  | Quarti di finale | Quarti di finale     | Quarti di finale | Quarti di finale | Quarti di finale |  |  | Semifinali           | Semifinali           | Semifinali           | Semifinali           | Semifinali           |  |  | Finale  | Finale  | Finale  |  |
|  |                  |                      |                  |                  |                  |  |  |                      |                      |                      |                      |                      |  |  |         |         |         |  |
|  | 1                | Bitonto              | 2                | 8                | 9                |  |  |                      |                      |                      |                      |                      |  |  |         |         |         |  |
|  | 8                | Kick Off             | 4                | 1                | 1                |  |  | Bitonto              | Bitonto              | 6                    | 7                    | -                    |  |  |         |         |         |  |
|  | 4                | Pescara              | 9                | 7                | -                |  |  | Pescara              | Pescara              | 3                    | 1                    | -                    |  |  |         |         |         |  |
|  | 5                | Molfetta             | 0                | 3                | -                |  |  |                      |                      |                      |                      |                      |  |  | Bitonto | Bitonto | Bitonto |  |
|  | 3                | Tikitaka Francavilla | 4                | 7                | -                |  |  |                      |                      | Tikitaka Francavilla | Tikitaka Francavilla | Tikitaka Francavilla |  |  |         |         |         |  |
|  | 6                | Lazio                | 1                | 1                | -                |  |  | Tikitaka Francavilla | Tikitaka Francavilla | 2                    | 2                    | -                    |  |  |         |         |         |  |
|  | 2                | Falconara            | 7 (dts)          | 4                | -                |  |  | Falconara            | Falconara            | 1                    | 1                    | -                    |  |  |         |         |         |  |
|  | 7                | V.I.P.               | 5                | 0                | -                |  |  |                      |                      |                      |                      |                      |  |  |         |         |         |  |

### Risultati

#### Quarti di finale

##### Gara 1
| Arbitri: | Stefano Mestieri (Finale Emilia) Andrea Colombo (Modena) Daniele Biondo (Varese) |
| Crono:   | Davide De Ninno (Varese)                                                         |

|                                                           |           |                          |
| Vanelli 20'06'’ Stegius 29'08'’, 37'23'’ Ghilardi 31'04'’ | Marcatori | 0'23'’, 38'42'’ Luciléia |

| Arbitri: | Pierluigi Minardi (Cosenza) Giovanni Loprete (Catanzaro) Nicola Acquafredda (Molfetta) |
| Crono:   | Paolo De Lorenzo (Brindisi)                                                            |

|  |           | |
|  | Marcatori | 8'40'’, 38'23'’ Dal'maz 15'33'’ Taty 16'00'’ Belli 18'00'’ Rozo 19'43'’, 26'38'’ D'Incecco 27'10'’, 29'20'’ Valendino |

| Arbitri: | Fabio Maria Malandra (Avezzano) Mario Certa (Marsala) Giacomo Voltarel (Treviso) |
| Crono:   | Elena Lunardi (Padova)                                                           |

|                                                             |           |                                                                                   |
| Fernandez 2'03'’, 12'50'’ Troiano 13'19'’, 21'37'’, 33'37'’ | Marcatori | 4'39'’, 9'39'’, 32'32'’, 38'00'’, 39'41'’ Boutimah 7'19'’ Praticò 19'45'’ Elpidio |

| Arbitri: | Pasquale Crocifoglio (Napoli) Emilio Romano (Nola) Nicola Lacrimini (Città di Castello) |
| Crono:   | Andrea Cini (Perugia)                                                                   |

|                   |           |                                                         |
| Matijevic 21'25'’ | Marcatori | 3'47'’, 23'54’ Vanin 9'49'’ Bertè 27'17'’ Martín Cortés |

##### Gara 2
| Arbitri: | Andrea Antonio Basile (Torino) Francesco Saverio Mancuso (Lamezia Terme) Dario Pezzuto (Lecce) |
| Crono:   | Saverio Carone (Bari)                                                                          |

| |           |                 |
| Luciléia 0'58'’, 1'58'’, 20'12'’, 30'39'’ Renatinha 12'25'’ Mansueto 27'25'’ Tampa 28'00'’ Abbadessa 37'16'’ | Marcatori | 15'36'’ Stegius |

| Arbitri: | Michele Desogus (Cagliari) Antonio Dan Campanella (Venosa) Gianluca Rutolo (Chieti) |
| Crono:   | Luca Paverani (Roma 2)                                                              |

|                                                                                                 |           |                                                 |
| Manieri 1'37'’, 22'15'’ Rozo 5'21'’, 25'34'’ Borges 10'22'’ D'Incecco 28'22'’ Valendino 38'25'’ | Marcatori | 17'51'’ Belam 22'51'’ V. Pereira 36'32'’ Amanda |

| Arbitri: | Andrea Cini (Perugia) Nicola Lacrimini (Città di Castello) Fabio Maria Malandra (Avezzano) |
| Crono:   | Luca Di Battista (Avezzano)                                                                |

| |           |               |
| Bertè 13'15'’ Bettioli 22'00'’, 38'02'’ Ruggieri 26'55'’ Vanin 28'30'’ Papponetti 30'45'’ De Siena 34'13'’ | Marcatori | 10'13'’ Taina |

| Arbitri: | Andrea Seminara (Tivoli) Alex Iannuzzi (Roma 1) Marco Moro (Latina) |
| Crono:   | Pierluigi Minardi (Cosenza)                                         |

|                                                          |           |  |
| Sestari 2'48'’ Boutimah 9'14'’, 33'33'’ Kubaszek 18'12'’ | Marcatori |  |

##### Gara 3
| Arbitri: | Ugo Ciccarelli (Napoli) Gianluca Rutolo (Chieti) Antonio Dan Campanella (Venosa) |
| Crono:   | Stefania Candria (Teramo)                                                        |

| |           |                  |
| Santos 0'44'’, 21'11'’ Renatinha 5'29'’, 13'18'’ Luciléia 12'02'’, 17'44'’, 28'16'’, 29'53'’ Nicoletti 39'46'’ | Marcatori | 3'24'’ Lanziloti |

#### Semifinali

##### Gara 1
| Arbitri: | Dario Pezzuto (Lecce) Davide De Ninno (Varese) Stefania Candria (Teramo) |
| Crono:   | Gianluca Rutolo (Chieti)                                                 |

|                                |           |                 |
| Vanin 21'53'’ De Siena 37'32'’ | Marcatori | 15'28'’ Praticò |

| Arbitri: | Alex Iannuzzi (Roma 1) Emilio Romano (Nola) Andrea Cini (Perugia) |
| Crono:   | Pierluigi Minardi (Cosenza)                                       |

|                                                      |           |                                                                                              |
| Belli 3'18'’ Mansueto 14'09'’ (aut.) Manieri 31'26'’ | Marcatori | 1'37'’ Santos 10'52'’ Renatinha 19'36'’ Luciléia 37'56'’ Tampa 39'24'’ Jozi 39'56'’ Mansueto |

##### Gara 2
| Arbitri: | Elena Lunardi (Padova) Ugo Ciccarelli (Napoli) Stefano Mestieri (Finale Emilia) |
| Crono:   | Alessandro Cannizzaro (Ravenna)                                                 |

|                   |           |                            |
| Soldevilla 6'00'’ | Marcatori | 6'51'’ Vanin 11'15'’ Bertè |

| Arbitri: | Pasquale Crocifoglio (Napoli) Luca Petrillo (Catanzaro) Paolo De Lorenzo (Brindisi) |
| Crono:   | Francesco Saverio Mancuso (Lamezia Terme)                                           |

|                                                                                           |           |             |
| Santos 4'18'’, 16'35'’ Luciléia 27'02'’, 28'57'’, 33'02'’ Grieco 34'28'’ Mansueto 35'07'’ | Marcatori | 7'34'’ Taty |

#### Finale
| Bari 9 giugno 2024, ore 17:00 | Bitonto | 3 – 2 referto | Tikitaka Francavilla | PalaFlorio |

### Classifica marcatori play-off
Aggiornata dopo le semifinali
| Gol |  |  | Giocatore                | Squadra              |
| --- |  |  | ------------------------ | -------------------- |
| 14  |  |  | Luciléia                 | Bitonto              |
| 7   |  |  | Sara Boutimah            | Falconara            |
| 5   |  |  | Diana Santos             | Bitonto              |
| 5   |  |  | Debora Vanin             | Tikitaka Francavilla |
| 4   |  |  | Renatinha                | Bitonto              |
| 3   |  |  | Adrieli Bertè            | Tikitaka Francavilla |
| 3   |  |  | Ersilia D'Incecco        | Pescara              |
| 3   |  |  | Jessika Manieri          | Pescara              |
| 3   |  |  | Nicoletta Mansueto       | Bitonto              |
| 3   |  |  | Nathalia Rozo            | Pescara              |
| 3   |  |  | Madeleine Stegius        | Kick Off             |
| 3   |  |  | Jessica Troiano          | V.I.P.               |
| 3   |  |  | Alessia Valendino        | Pescara              |
| 2   |  |  | Federica Belli           | Pescara              |
| 2   |  |  | Brenda de Souza Bettioli | Tikitaka Francavilla |
| 2   |  |  | Rafaela Dal'maz          | Pescara              |
| 2   |  |  | Rebecca De Siena         | Tikitaka Francavilla |
| 2   |  |  | Jessica Fernandez        | V.I.P.               |
| 2   |  |  | Silvia Praticò           | Falconara            |
| 2   |  |  | Tampa                    | Bitonto              |
| 2   |  |  | Taty                     | Pescara              |

| Gol |  |  | Giocatore                | Squadra              |
| --- |  |  | ------------------------ | -------------------- |
| 1   |  |  | Maira Abbadessa          | Bitonto              |
| 1   |  |  | Marina Belam             | Molfetta             |
| 1   |  |  | Bruna Borges             | Pescara              |
| 1   |  |  | Joziane de Oliveira      | Bitonto              |
| 1   |  |  | Amanda de Souza          | Molfetta             |
| 1   |  |  | Taina Dos Santos         | Lazio                |
| 1   |  |  | Aline Elpidio            | Falconara            |
| 1   |  |  | Greta Ghilardi           | Kick Off             |
| 1   |  |  | Alessia Grieco           | Bitonto              |
| 1   |  |  | Klaudia Kubaszek         | Falconara            |
| 1   |  |  | Vitoria Lanziloti        | Kick Off             |
| 1   |  |  | Leticia Martín Cortés    | Tikitaka Francavilla |
| 1   |  |  | Tomislava Matijevic      | Lazio                |
| 1   |  |  | Susanna Nicoletti        | Bitonto              |
| 1   |  |  | Zeudi Papponetti         | Tikitaka Francavilla |
| 1   |  |  | Vanessa Cristina Pereira | Molfetta             |
| 1   |  |  | Francesca Ruggieri       | Tikitaka Francavilla |
| 1   |  |  | Ana Carolina Sestari     | Falconara            |
| 1   |  |  | Ana Soldevilla           | Falconara            |
| 1   |  |  | Gaby Vanelli             | Kick Off             |

## Supercoppa italiana
La 18ª edizione della Supercoppa è stata contesa tra Bitonto, vincitrice del campionato e della coppa Italia, e Kick Off, finalista di coppa Italia il 17 settembre presso il Palazzetto dello Sport Vito Pinto di Mola di Bari.
| Arbitri: | Luca Petrillo (Catanzaro) Fabrizio Andolfo (Ercolano) Gennaro Cefalà (Lamezia Terme) |
| Crono:   | Fabio Maria Malandra (Avezzano)                                                      |

| |            | |
| Polloni 17'32'’ (aut.) Tampa 20'39'’ Renatinha 23'30'’ Santos 35'09'’ Castagnaro 39'21'’, 39'33'’                                                                                  | Marcatori  | 28'04'’ Lanziloti |
| Bianca Castagnaro Diana Santos Renatinha Chiara Pernazza Luciléia Tampa Susanna Nicoletti Carmen Pezzolla Alessia Grieco Alexandra Divincenzo Nicoletta Mansueto Rosangela Mancini | Formazioni | Anthea Polloni Luiza Bortolini Vitòria Lanziloti Gaby Vanelli Madeleine Stegius Greta Ghilardi Zoee Spadano Nicole Riccelli Elena Teani Arianna Bovo Valentina Teani Ilaria Brugnoni |
| Gianluca Marzuoli | Allenatori | Riccardo Russo |